# Barleria tomentosa
Barleria tomentosa là một loài thực vật có hoa trong họ Ô rô. Loài này được Roth mô tả khoa học đầu tiên năm 1821.